# Aire de lancement

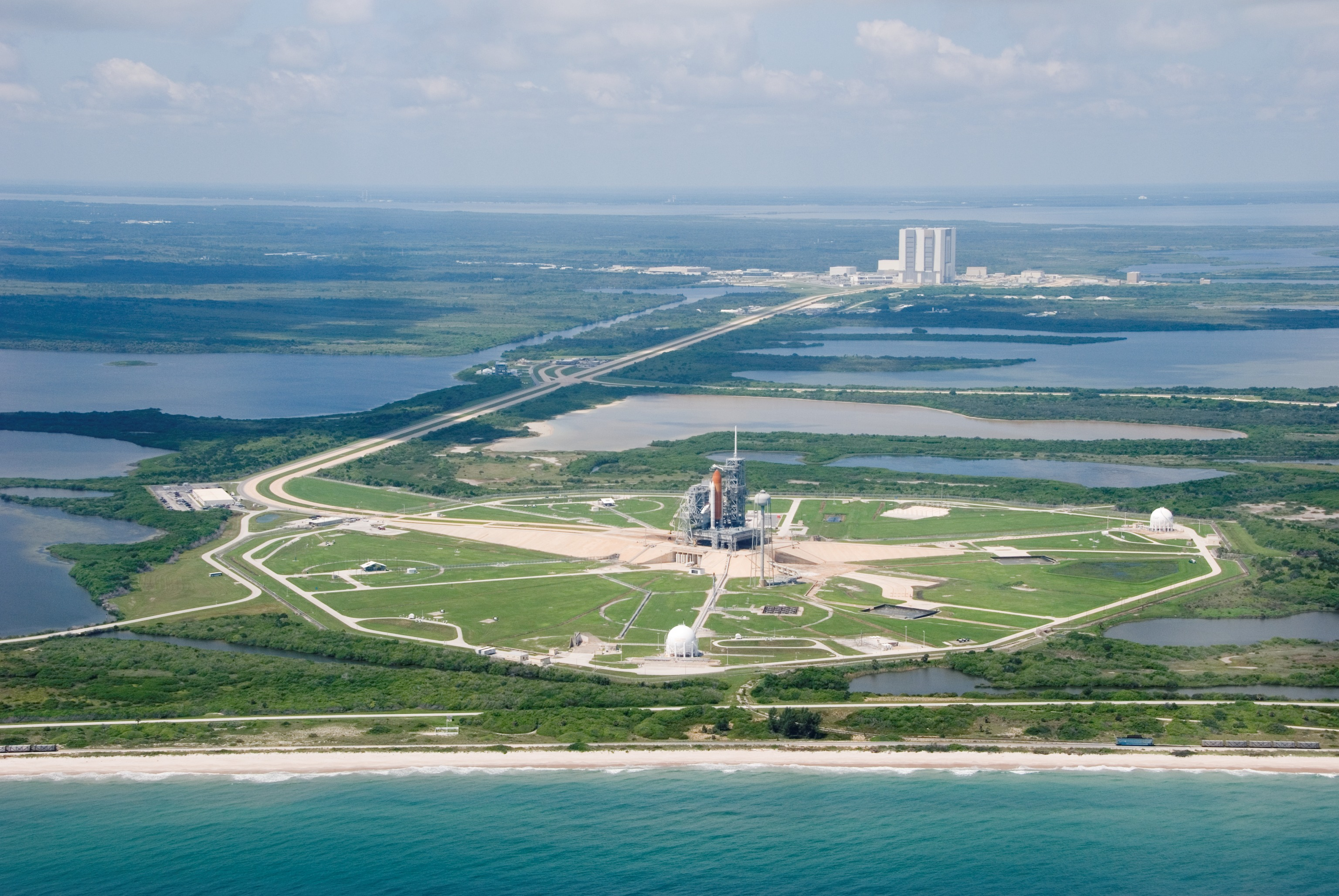
Aire de lancement 39 A de la navette spatiale. L'assemblage ne se fait pas sur l'aire mais dans le VAB visible au fond.

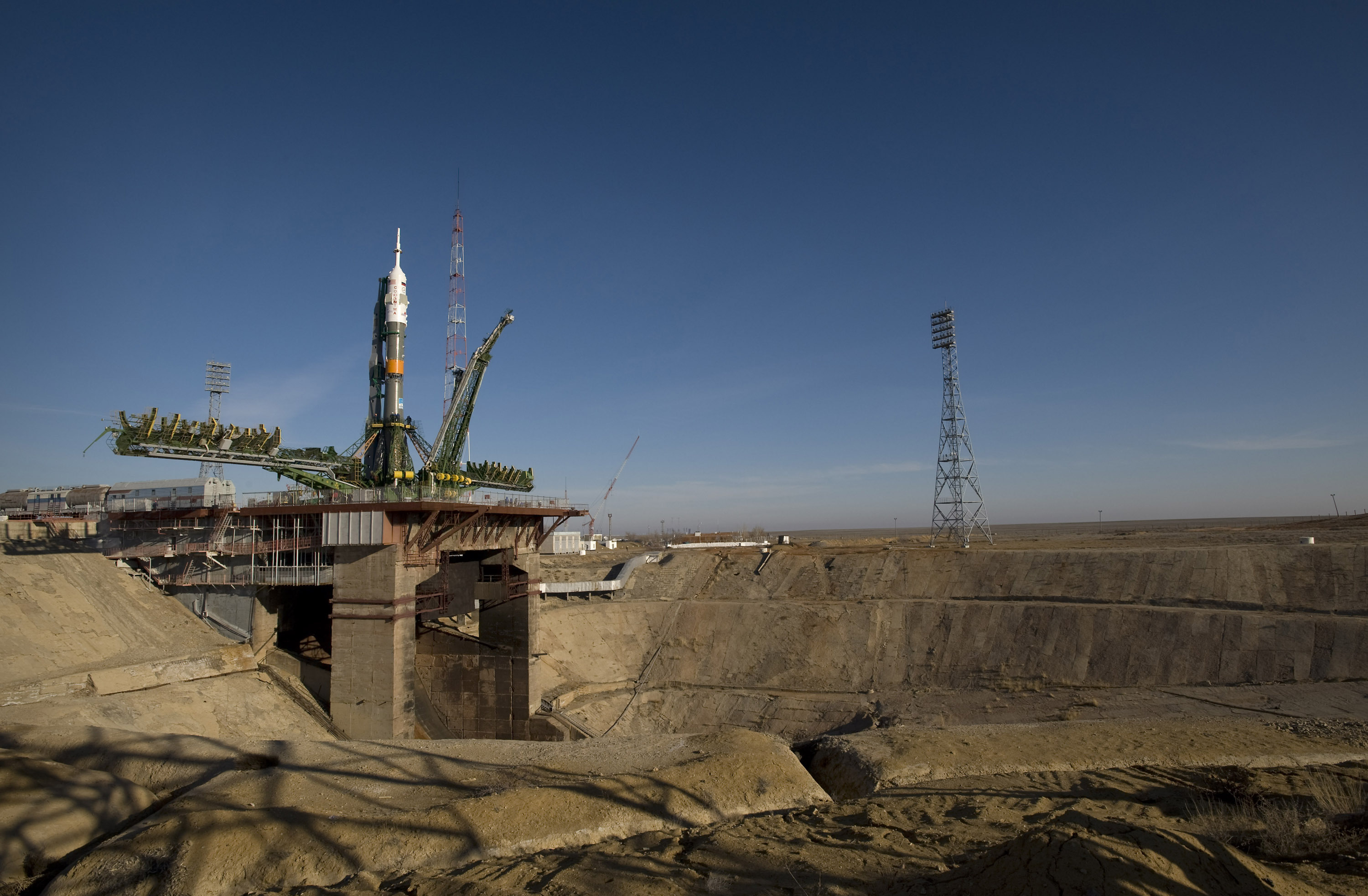
La fosse sous l'aire de lancement des fusées Soyouz est de grande dimension (Baïkonour).

En astronautique, l'aire de lancement, le pas de tir ou la zone de lancement est une zone d'une base de lancement où sont réunis les équipements qui assurent la préparation finale et le lancement d'un véhicule aérospatial (fusée ou navette spatiale). L'aire de lancement comporte : 
- soit une rampe de lancement pour les fusées les plus simples et les plus légères
- soit une table de lancement (ou plateforme de lancement) fixe ou mobile ou à laquelle est associée une tour ombilicale et éventuellement une tour de montage.

L'aire de lancement fait partie d'un ensemble de lancement qui inclut une ou plusieurs aires de lancement, des bâtiments d'assemblage du lanceur et de sa charge utile ainsi que le centre de lancement d'où sont suivies les opérations de préparation et de lancement. Tous ces bâtiments sont situés à distance de sécurité de l'aire de lancement.
L'aire de lancement comporte généralement :
- Une zone plate bétonnée (souvent surélevée) sur laquelle est positionnée le lanceur et dans laquelle est creusée une ou plusieurs fosses, positionnée sous les tuyères de la fusée et comportant des carneaux (déflecteurs de jet) pour canaliser les gaz et les flammes au moment de l'allumage des moteurs de la fusées. Au décollage de l'eau à grand volume est déversé dans les carneaux pour atténuer les vibrations sonores qui pourraient endommager le lanceur.
- Un château d'eau à faible distance qui fournit l'eau.
- Des mats parafoudre qui détournent la foudre du lanceur dont l'électronique pourrait être endommagée par un impact.
- Des installations de raccordement aux réservoirs de carburants utilisés par le lanceur.

L'aire de lancement peut comporter également :
- Une tour d'assemblage mobile si le lanceur est assemblé sur l'aire de lancement. C'est la configuration de l'aire de lancement qui doit être utilisée par le lanceur européen Vega ou les lanceurs Delta II. Avant le lancement, la tour d'assemblage, qui coulisse sur des rails est éloignée du lanceur. Par contre les lanceurs Ariane 4, Ariane 5, Saturn V, Soyouz et la navette spatiale américaine sont assemblés en dehors de l'aire de lancement puis transportés jusqu'à celle-ci soit en position verticale par une plateforme de lancement mobile, soit en position horizontale (Soyouz). Cette dernière est érigée sur l'aire de lancement puis maintenue suspendue au-dessus de la fosse de la plateforme de lancement.
- Une tour ombilicale qui, lorsqu'elle est connectée au lanceur permet d'alimenter celui-ci en ergols, hélium (pressurisation des réservoirs), électricité, air climatisé (pour la charge utile) . Des câbles connectés aux principaux organes de la fusée permettent aux opérateurs du centre de lancement de contrôler les paramètres de fonctionnement. Pour la navette spatiale la tour permet également d'installer la charge utile dans la soute et est le moyen utilisé par les astronautes pour monter à bord.

- À Kourou, une tour métallique jouxte la zone de tir et joue le rôle de paravent.

## Galerie

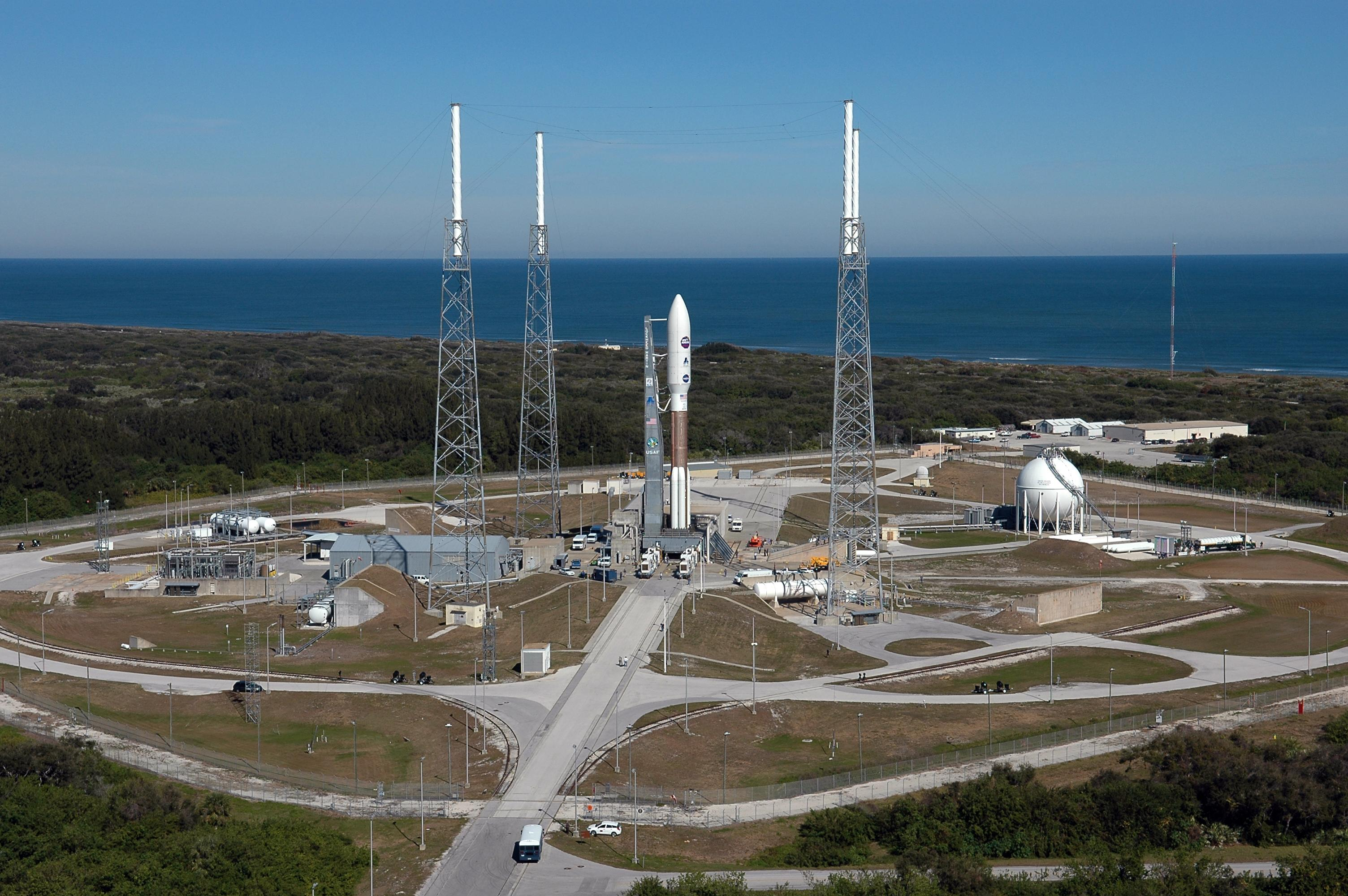
Aire de lancement 41 dédiée au lanceur Atlas V à Cap Canaveral.
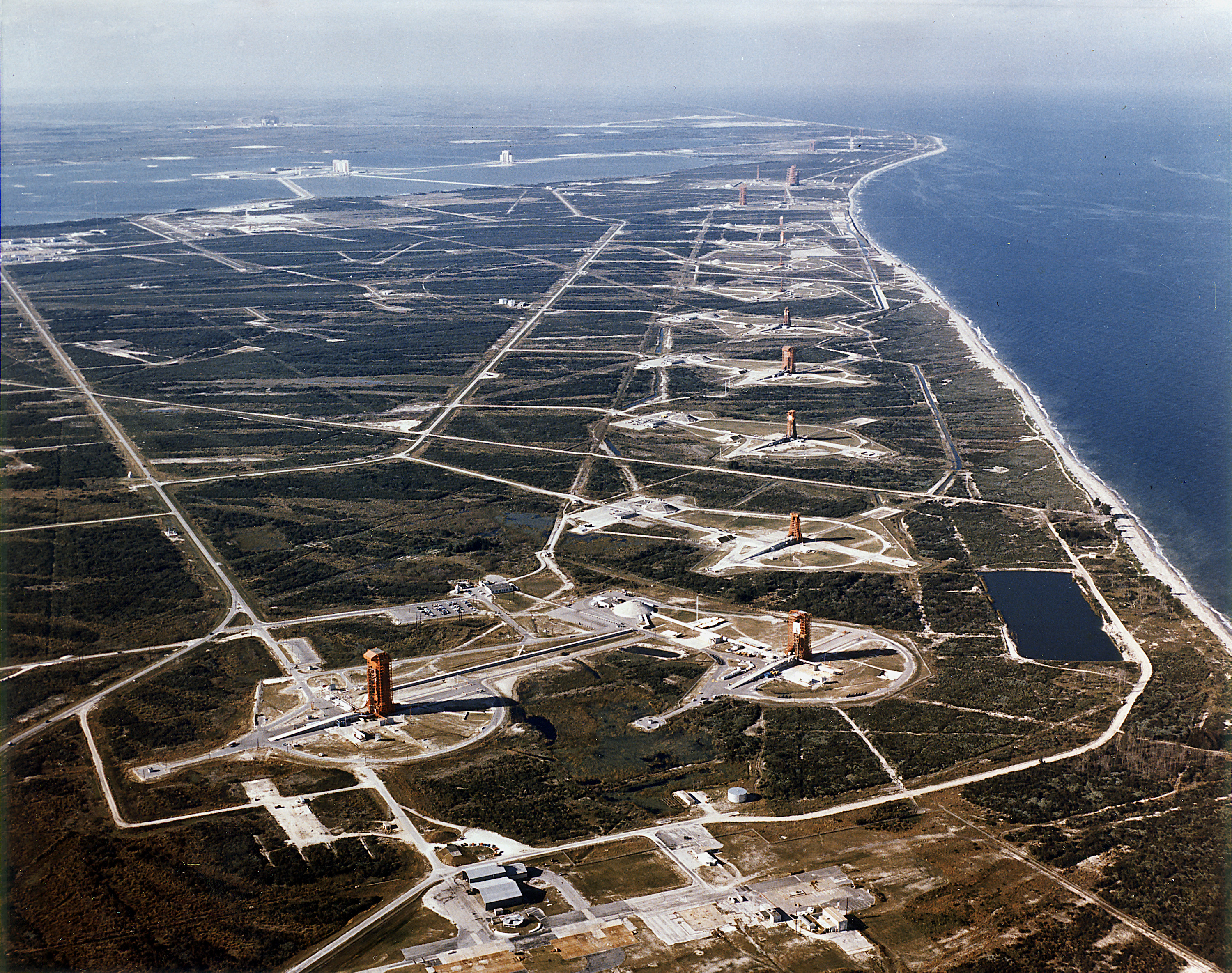
Centre de test des missiles intercontinentaux à Canaveral : l'allée des missiles en 1964.
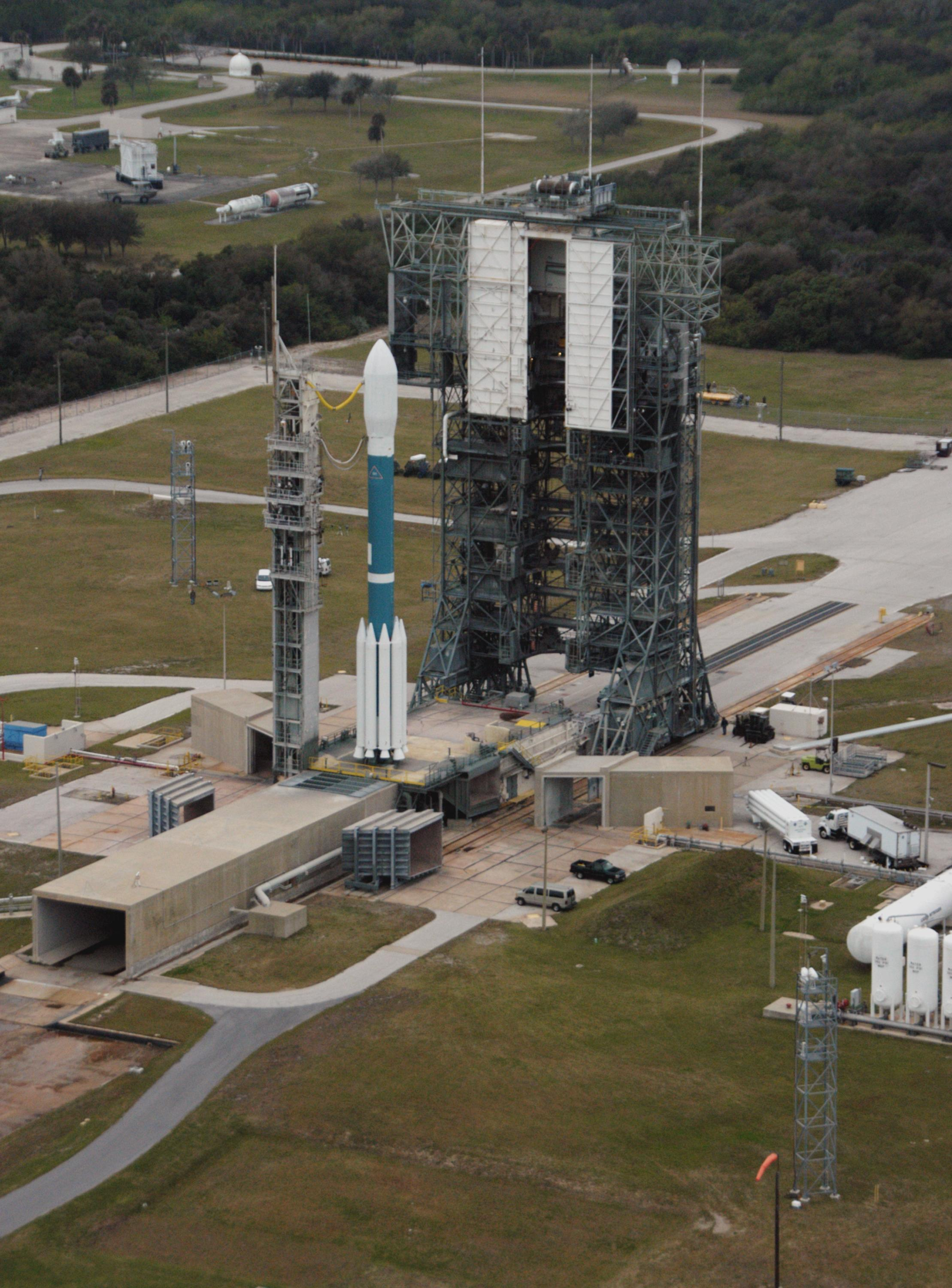
Aire de lancement 17B de Cap Canaveral : on peut distinguer la tour d'assemblage un peu écartée du lanceur, la tour ombilicale et 3 carneaux.
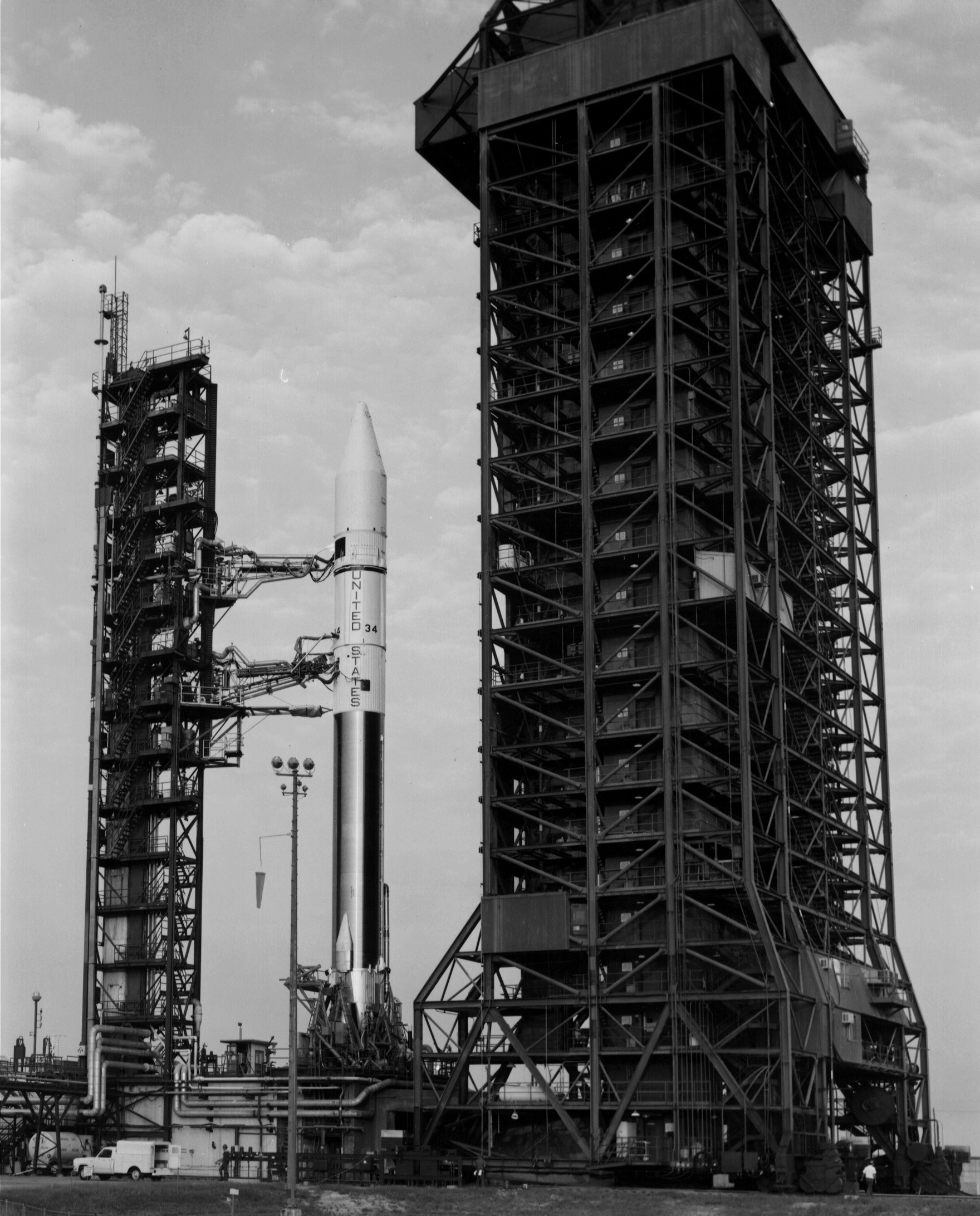
Tour d'assemblage et tour ombilicale de l'aire de lancement 36 B de Cap Canaveral (1973).
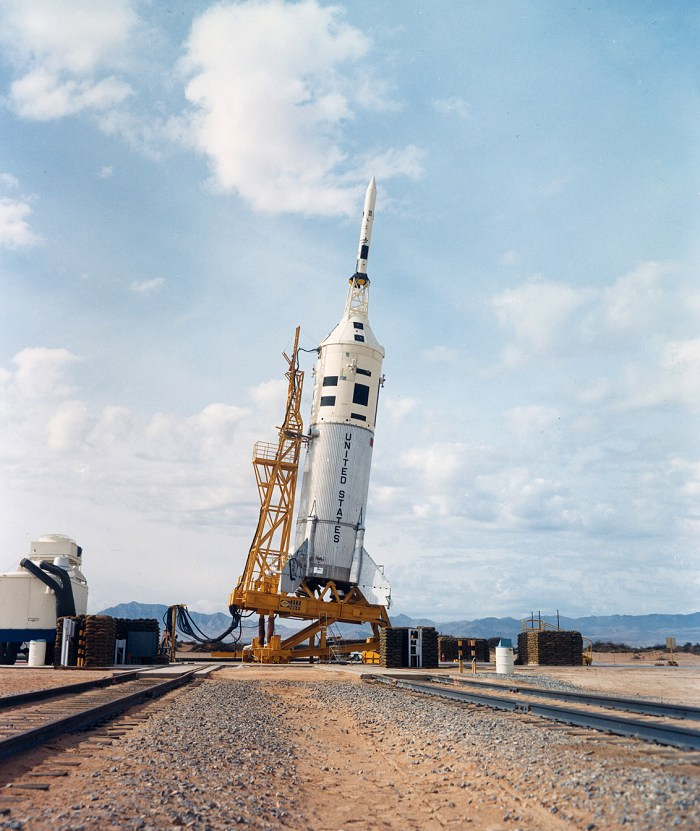
Rampe de lancement de la fusée Little Joe II.
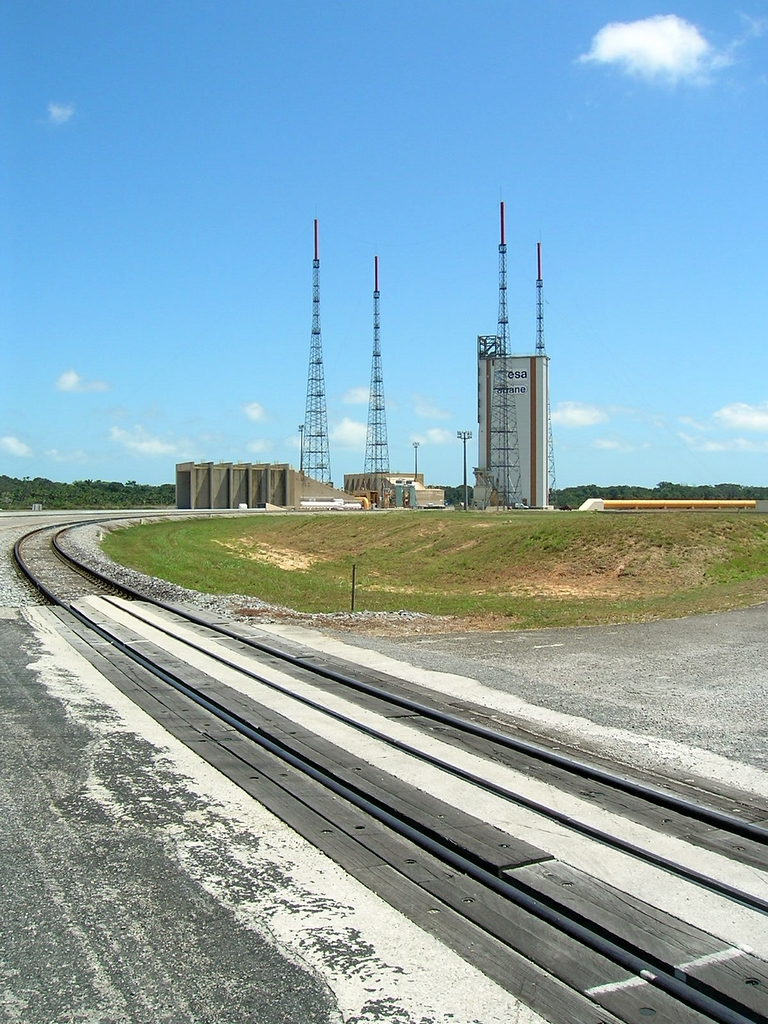
Aire de lancement ELA-3 destiné à Ariane 5 sur le centre spatial guyanais en 2005. Les quatre pylônes sont des paratonnerres.
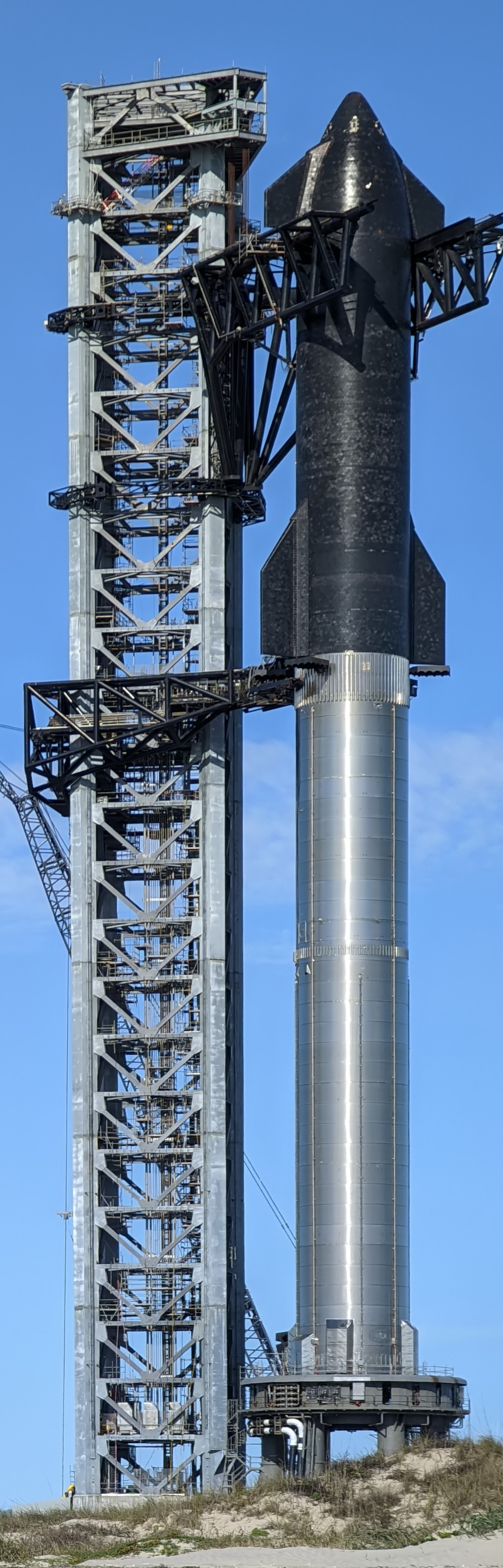
Le Starship de SpaceX sur son pas de tir: on peut distinguer le bras ombilical, la table de lancement ainsi que les bras ("chopsticks") servant à placer le lanceur sur la table de lancement.

## Source
Droit français : arrêté du 20 février 1995 relatif à la terminologie des sciences et techniques spatiales.